# 卡萊爾 (英國國會選區)
卡萊爾（英語：Carlisle），英國國會一自治市選區，包括英格蘭西北部坎布里亞郡首府卡萊爾市的西部，包括市中心在內。
始於1295年。1885年起應選一席。本區在1964年起是工黨控制的選區，直到長期是的根據地，直到2010年大選才被保守黨的約翰·史蒂文森以39.3%選票，即853票勝出從而失去了選區。